# Bembecia ningxiaensis
Bembecia ningxiaensis is een vlinder uit de familie wespvlinders (Sesiidae), onderfamilie Sesiinae.
Bembecia ningxiaensis is voor het eerst wetenschappelijk beschreven door Xu & Liu in 1998. De soort komt voor in het Palearctisch gebied.